# ゲオルク・ヨハン1世 (プファルツ＝フェルデンツ公)
ゲオルク・ヨハン1世（ドイツ語：Georg Johann I., 1543年4月11日 - 1592年4月8日）は、プファルツ＝フェルデンツ公（在位：1544年 - 1592年）。聡明公（der Scharfsinnige）とよばれた。

## 生涯
ゲオルク・ヨハンは、プファルツ＝フェルデンツ公ループレヒト（1506年 - 1544年）とその妻ウルズラ・フォン・ザルム＝キルブルク（1515年 - 1601年）の息子である。1543年10月3日に結ばれたマールブルク条約では、ゲオルク・ヨハンがフェルデンツ、ラウターエッケン、レミギウスベルク、リュッツェルシュタインの継承者となることが約束された。
1544年に父ループレヒトが亡くなった後、従兄弟のプファルツ＝ツヴァイブリュッケン公ヴォルフガング（1526年 - 1569年）と母ウルズラが後見人となり、ウルズラが再婚した後はヴォルフガングが単独で務めた。1552年、ヴォルフガングはゲオルク・ヨハンのためにランスのサン・レミ修道院から8,500ギルダーでクーゼル近くの放棄された聖レミギウス修道院を含む「レミギウス領」およびアルテングランを獲得した。プファルツ＝フェルデンツ家は以前、この地域のフォークトであった。
1553年、ヴォルフガングはヴィッテルスバッハ家の相互相続権を規制するハイデルベルク継承条約により、プファルツ＝フェルデンツ家がリュッツェルシュタイン伯領、グッテンベルク領の半分およびアルゼンツ領の3分の2を含む領地まで拡大させた。
1557年から1558年にかけて、14歳のゲオルク・ヨハンはハイデルベルク大学の学長の職を務めた。その後、彼はドイツ、ポーランド、スウェーデンを旅行し、1562年にストックホルムでスウェーデン王女アンナ・マリアと結婚し、王女は結婚に30万ギルダーの私財（花嫁の個人財産）を持ち込んだ。
1566年5月27日にアウクスブルクに別れを告げる際には、1553年の継承条約で交わされた多くの約束が守られた。ゲオルク・ヨハンはプファルツ選帝侯オットー・ハインリヒの遺領の4分の1を請求した。1563年から1567年にかけて、ゲオルク・ヨハンはリュッツェルシュタイン伯領、グッテンベルク領の半分およびアルゼンツ領の3分の2を獲得し、リュッツェルシュタイン城に居を構えた。リュッツェルシュタインからフランスのユグノーやアランソン公フランソワと接触し、1564年にはフランス王室の年金受給者となった。しかし、フランスはゲオルグ・ヨハンが徴兵した軍隊の使い道がなかったため、ゲオルク・ヨハンは軍をイギリスとオランダに提供した。
1568年、ゲオルク・ヨハンはプファルツブルクの町の建設を指示し、1570年9月27日に皇帝マクシミリアン2世から町の権利を受け取った。ゲオルク・ヨハンは、この町を交通と貿易の中心地、そして宗教的寛容の場所とすることを考え、多くのとてつもない計画（帝国海軍大将への就任、運河プロジェクトなど）を遂行したが、それには何よりもお金がかかった。1583年、ゲオルク・ヨハンはアイナルツハウゼンの邸宅と新しく建設されたプファルツブルクの町をロレーヌ公シャルル3世に40万ギルダーで譲渡しなければならなかった。多額の借金を抱えたゲオルク・ヨハンにはもはや町を償還することは不可能であり、1590年10月1日に償還期間が終了すると、町はロレーヌ公国のものとなった。ゲオルク・ヨハンが死去したときには30万ギルダーという莫大な借金を残したため、未亡人アンナ・マリアは寡婦財産からの収入により借金を返済するために親戚のもとに身を寄せなければならなかった。ゲオルク・ヨハンとその妃アンナ・マリアはリュッツェルシュタインの教会に埋葬された。
ゲオルク・ヨハンの死後、その遺領は息子たちに分割された。ゲオルク・グスタフ（1564年 - 1634年）はフェルデンツ、ラウターエッケンおよびレミギウスベルクのミヒェルスブルク城を受け取り、ヨハン・アウグスト（1575年 - 1611年）はリュッツェルシュタイン伯領を受け取った。また、末息子のゲオルク・ヨハン2世（1586年 - 1654年）は当初年金を受け取ったが、ヨハン・アウグストが1611年に嗣子なく死去した後、ヨハン・アウグストの遺領はゲオルク・ヨハン2世のものとなった。

## 結婚と子女
1562年12月12日にストックホルムにおいてスウェーデン王グスタフ1世の娘アンナ・マリアと結婚した。この結婚で以下の子女が生まれた。
- ゲオルク・グスタフ（1564年 - 1634年） - プファルツ＝フェルデンツ公
- アンナ・マルガレーテ（1565年）
- アンナ・マルガレーテ（1571年 - 1621年） - 1589年にプファルツ＝ジンメルン＝シュポンハイム公ライヒャルトと結婚
- ウルズラ（1572年 - 1635年） - 1585年にヴュルテンベルク公ルートヴィヒと結婚
- ヨハンナ・エリーザベト（1573年 - 1601年）
- ヨハン・アウグスト（1575年 - 1611年） - プファルツ＝リュッツェルシュタイン公、1599年にプファルツ選帝侯フリードリヒ3世娘アンナ・エリーザベトと結婚
- ルートヴィヒ・フィリップ（1577年 - 1601年） - プファルツ＝グッテンベルク公
- マリー・アンナ（1579年）
- カタリーナ・ウルズラ（1582年 - 1595年）
- ゲオルク・ヨハン2世（1586年 - 1654年） - プファルツ＝リュッツェルシュタイン公、プファルツ＝グッテンベルク公。1613年にプファルツ＝ズルツバッハ公オットー・ハインリヒの娘ズザンナと結婚。